# Sulpitus lilla
Sulpitus lilla är en skalbaggsart som beskrevs av Dillon 1945. Sulpitus lilla ingår i släktet Sulpitus och familjen långhorningar. Inga underarter finns listade i Catalogue of Life.